# Бон-Репо-сюр-Блаве
Бон-Репо-сюр-Блаве (фр. Bon Repos sur Blavet) — муніципалітет у Франції, у регіоні Бретань, департамент Кот-д'Армор. Бон-Репо-сюр-Блаве утворено 1 січня 2017 року шляхом злиття муніципалітетів Ланіска, Перре i Сен-Жельван. Адміністративним центром муніципалітету є Ланіска. Населення — 1241 особа (01.01.2021).